# Andillac
Andillac település Franciaországban, Tarn megyében. Lakosainak száma 123 fő (2022. január 1.). Andillac Alos, Cahuzac-sur-Vère és Vieux községekkel határos.

## Népesség
A település népességének változása:
| Lakosok száma | 122  | 124  | 123  | 122  | 121  | 120  | 118  | 123  |
|               | 2013 | 2015 | 2017 | 2018 | 2019 | 2020 | 2021 | 2022 |